# Jordanowo (Lubusz)
Pour les articles homonymes, voir Jordanowo.
Jordanowo (prononciation : [jɔrdaˈnɔvɔ]; en allemand : Jordan) est un village de la gmina de Świebodzin dans le powiat de Świebodzin de la voïvodie de Lubusz dans l'ouest de la Pologne.

## Géographie
Le lieu se situe à l'extrême limite septentrionale de la région historique de Basse-Silésie, à environ 10 kilomètres au nord de Świebodzin (siège de la gmina et de le powiat), 64 kilomètres au nord de Zielona Góra (siège de la diétine régionale) et 49 kilomètres au sud-ouest de Gorzów Wielkopolski (capitale de la voïvodie).
À proximité de Jordanowo se trouve le carrefour de l'autoroute A2 et la voie rapide S3. Le village compte approximativement une population de 650 habitants.

## Histoire
Au Moyen-Âge, la région de Świebodzin faisait partie du duché de Silésie, lorsque la zone de Paradyż (Gościkowo) au nord de la rivière Paklica appartenait au duché de Grande-Pologne. Au début des temps modernes, elle est soumise à la domination de la couronne de Bohême au sein de la monarchie de Habsbourg. Dans la première guerre de Silésie, de 1740 à 1742, la seigneurie a été conquise par l'Armée prussienne sous le roi Frédéric II.
De 1815 à 1945, Jordan appartenait au district de Francfort, l'un des deux districts de la province prussienne de Brandebourg. Après la Seconde Guerre mondiale, avec la mise en œuvre de la ligne Oder-Neisse, le village est intégré à la république de Pologne. La population d'origine allemande est expulsée et remplacée par des Polonais.
De 1975 à 1998, le village appartenait administrativement à la voïvodie de Zielona Góra.

Depuis 1999, il appartient administrativement à la voïvodie de Lubusz